# Костянтин Вільгельм Ламберт Глогер
Костянтин Вільгельм Ламберт Глогер (нім. Constantin Wilhelm Lambert Gloger, 1803—1863) — німецький зоолог та орнітолог. Глогер був першою людиною, яка визнала структурні відмінності між ластівками та стрижами, а також першою, хто встановив штучні будки для кажанів.
Він був автором того, що зараз відомо як правило Глогера, яке стверджує, що кількість темних пігментів збільшується у расах тварин (птахи були прикладами, у яких він вперше помітив цю закономірність), що живуть у теплих і вологих середовищах існування. Він висунув цю теорію у своїй праці Das Abändern der Vögel durch Einfluss des Klimas (1833). Точний спосіб виникнення цієї закономірності досі незрозумілий, але у птахів було висловлено припущення, що темніше пігментоване оперення забезпечує захист від бактерій, що руйнують пір'я, активність яких вища в теплих і вологих регіонах. Інші його роботи включають Gemeinnütziges Hand- und Hilfsbuch der Naturgeschichte (1841).

## Біографія
Костянтин Глогер народився найстаршим із семи дітей землевласника Франца Глогера (1778–1851) та його дружини Йоганни, уродженої Клаар (1776–1838), у маєтку свого батька Касішці, район Гротткау, Сілезія. Після приватного навчання він з Великодня 1813 року відвідував Королівську гімназію Каролінум у Нейсе, де 1821 року склав атестат зрілості. З 1824 року вивчав природничі науки в Берліні та Бреслау; 1830 року він здобув докторський ступінь, захистивши дисертацію „De avibus ab Aristotele commemoratis“ («Про види птахів, згадані Арістотелем»). У 1830 році він став учителем у Бреслау та водночас членом Німецької академії природознавців «Леопольдіна». У 1833 році його обрали секретарем Зоологічного відділу Сілезького товариства патріотичної культури. У 1843 році він переїхав з Бреслау до Берліна, де працював у Берлінському зоологічному музеї та був членом редакції журналу „Journals für Ornithologie“ («Журнал орнітології»).